# Шепсинское сельское поселение
Шепси́нское сельское поселение — муниципальное образование в Туапсинском районе Краснодарского края России.
В рамках административно-территориального устройства Краснодарского края ему соответствует Шепсинский сельский округ.
Административный центр — село Шепси.

## География
Муниципальное образование расположено в восточной части Туапсинского района, на южном склоне Главного Кавказского хребта, у побережья Чёрного моря. Рельеф местности сильно пересечённый. Средние высоты на территории сельского поселения составляют около 200 метров над уровнем моря. Наивысшей точкой является гора Тхихурай (924 м).
Площадь территории сельского поселения составляет — 90,45 км².  
Граничит с землями муниципальных образований: Туапсинское городское поселение на северо-западе, Вельяминовское сельское поселение на севере, Георгиевское сельское поселение на востоке, а также с землями города-курорта Сочи на юге. 
Гидрографическая сеть в основном представлена бассейнами реки Шепси, Дедеркой и Дзеберкой. В верховьях рек имеются различные пороги и водопады. 
Климат влажный субтропический. Средняя температура колеблется от +4,0°С в январе, до +23,0°С в июле. Среднегодовое количество осадков составляет около 1000 мм. Наибольшее количество осадков выпадает в зимний период. 

## История
В 1993 году Шепсинский сельский Совет был упразднён и преобразован в Шепсинский сельский округ. 
В 2004 году в границах сельского округа в рамках организации местного самоуправления было образовано муниципальное образование со статусом сельского поселения.

## Население
| 2010  | 2012  | 2013  | 2014  | 2015  | 2016  | 2017  |
| ----- | ----- | ----- | ----- | ----- | ----- | ----- |
| 6856  | ↗6987 | ↗7070 | ↗7247 | ↗7385 | ↗7540 | ↗7545 |
| 2018  | 2019  | 2020  | 2021  | 2023  |       |       |
| ↗7566 | ↘7561 | ↘7487 | ↗7746 | ↘7717 |       |       |

Процент от населения района — 6.21 %
Плотность — 85.32 чел./км². 

## Населённые пункты
В состав сельского поселения (сельского округа) входят 8 населённых пунктов:
| № | Населённый пункт        | Тип населённого пункта | Население (чел.) | Доля от населения (%) |
| - | ----------------------- | ---------------------- | ---------------- | --------------------- |
| 1 | Вольное                 | село                   | ↗202             | 2,95 %                |
| 2 | Дедеркой                | село                   | ↗742             | 10,82 %               |
| 3 | Дзеберкой               | село                   | ↗306             | 4,46 %                |
| 4 | Кроянское               | село                   | ↗1481            | 21,60 %               |
| 5 | пансионата «Весна»      | посёлок                | ↘133             | 1,94 %                |
| 6 | пансионата «Гизельдере» | посёлок                | ↘257             | 3,75 %                |
| 7 | пансионата «Южный»      | посёлок                | ↘539             | 7,86 %                |
| 8 | Шепси                   | село                   | ↘3123            | 46,62 %               |